# Babylon XI
De Neo-Babylonische of Chaldeese dynastie was de laatste onafhankelijke Babylonische dynastie. Zij regeerde van 626 tot 539 v.Chr..
| regeerperiode | naam                     | opmerking                       |
| ------------- | ------------------------ | ------------------------------- |
| 626 - 605     | Nabopolassar             |                                 |
| 605 - 562     | Nebukadnezar II          |                                 |
| 562 - 560     | Amel-marduk              |                                 |
| 560 - 556     | Neriglissar              |                                 |
| 556           | Labashi-marduk           |                                 |
| 556 - 539     | Nabonidus                |                                 |
| ? - 539       | Belsazar (Bel-Shar-Usur) | zoon van Nabonidus, mede-regent |

Babylon I · Babylon II · Babylon III · Babylon IV · Babylon V · Babylon VI · Babylon VII · Babylon VIII · Babylon IX · Babylon X · Babylon XI
Zie ook: Babylon · Geschiedenis van Babylon